# Alpine Peace Crossing
Der Verein für aktive Gedenk- und Erinnerungskultur Alpine Peace Crossing (APC) ist ein österreichischer Verein mit Sitz in Krimml (Salzburg), der vom gebürtigen Salzburger Ernst Löschner initiiert wurde, um an die lange vergessene Flucht von Juden über die österreichischen Alpen 1947 zu erinnern. Der Verein widmet sich der aktiven Erinnerungs- und Gedenkarbeit. Einmal im Jahr organisiert die Initiative eine Gedenkwanderung über den Krimmler Tauern auf jenem Weg der Tausenden Juden, die 1947 auf diese Weise fliehen mussten. Seit 2020 veröffentlicht die Initiative zusätzlich das vereinseigene Magazin „Alpendistel. Magazin für antifaschistische Gedenkkultur“.

## Geschichte
Die Initiative wurde 2007 von Ernst Löschner gegründet, der im selben Jahr die erste Gedenkwanderung über den Krimmler Tauern, vom Krimmler Tauernhaus bis nach Kasern im hinteren Südtiroler Ahrntal organisierte. Seitdem findet die Gedenkwanderung im Frühsommer jeden Jahres statt, lediglich 2020 kam es zu einem coronabedingten Ausfall der Veranstaltung, die allerdings durch eine virtuelle Wanderung ersetzt wurde. Löschner wurde Gründungsvorsitzender des Vereins APC, der Pädagoge und Friedensaktivist Hans Nerbl war bis 2016 sein Stellvertreter.
Ergänzt wird die Veranstaltung durch ein jährlich stattfindendes Dialogforum. Hier werden Themen um Erinnerungskultur und Flucht mit geladenen Gästen diskutiert. Seit 2019 wird der Verein durch einen neuen Vorstand geführt, der aus Historikern, Pädagogen sowie Studierenden zusammengesetzt ist. In seiner Arbeit unterstützt wird der Verein zudem durch einen wissenschaftlichen Beirat.
2019 wurde zum ersten Mal der APC-Friedenspreis vergeben. Damit werden Menschen geehrt, die sich im Bereich des Krimmler Dialogforums, der Flüchtlingshilfe, der Erinnerungskultur, oder in der Sozialhilfe ausgezeichnet haben.

## Die Flucht von 1947
Auch nach Kriegsende 1945 war die Situation für Juden in Europa sehr schwierig. Zwangsumsiedlungen und Enteignungen, sowie die Erinnerung an die schrecklichen Kriegsverbrechen ließen bei vielen Menschen den Wunsch nach Flucht und Neuanfang, auch in Richtung Palästina (Eretz Israel) entstehen.
Vor allem kam es vermehrt zur Flucht vieler jüdischer Menschen aus Polen. Grund hierfür war unter anderem das Pogrom von Kielce, das viele Betroffene zur Flucht trieb. Die Geflüchteten fanden als sogenannte “ Displaced Persons ” vorübergehende Aufnahme in DP-Lagern. Ein solches Displaced Persons Lager befand sich seit 1946 (bis 1949) auch in Saalfelden – das Transitlager Givat Avoda (heute: Anton-Wallner-Kaserne) wurde Ausgangspunkt für viele Flüchtende, die die Strecke über den Krimmler Tauern wählten. Erkundet und auf ihre Tauglichkeit überprüft wurde die Route von zwei KZ-Überlebenden, Marko Feingold und Viktor Knopf.
Von Saalfelden aus führte die von der jüdischen Fluchtorganisation Bricha organisierte Fluchtroute weiter über den 2.634 Meter hohen Krimmler Tauern direkt nach Italien, um die französische Besatzungszone zu umgehen und um von dort aus nach Genua zu gelangen, von wo Schiffe die Flüchtenden in Richtung Palästina brachten. Mithilfe der Bricha entstand zwischen 1945 und 1948 so eine der größten organisierten Fluchtaktionen Europas. Über die Hälfte dieser Flüchtenden nahmen damals den Weg über Salzburg. Die Bricha schleuste insgesamt mehr  200 000 Menschen durch den gesamten europäischen Kontinent.
Zwei bis dreimal pro Woche passierten ungefähr 200 bis 300 Flüchtende die Route über den Krimmler Tauern. Wie viele Menschen insgesamt tatsächlich auf dieser Strecke nach Italien geflüchtet sind, lässt sich heute nur schwer feststellen, Schätzungen variieren zwischen 5000 und 8000 Flüchtenden.

## Gedenkveranstaltungen
Die jährlichen von APC organisierten Gedenkveranstaltungen bestehen aus dem Dialogforum und einer Gedenkwanderung.

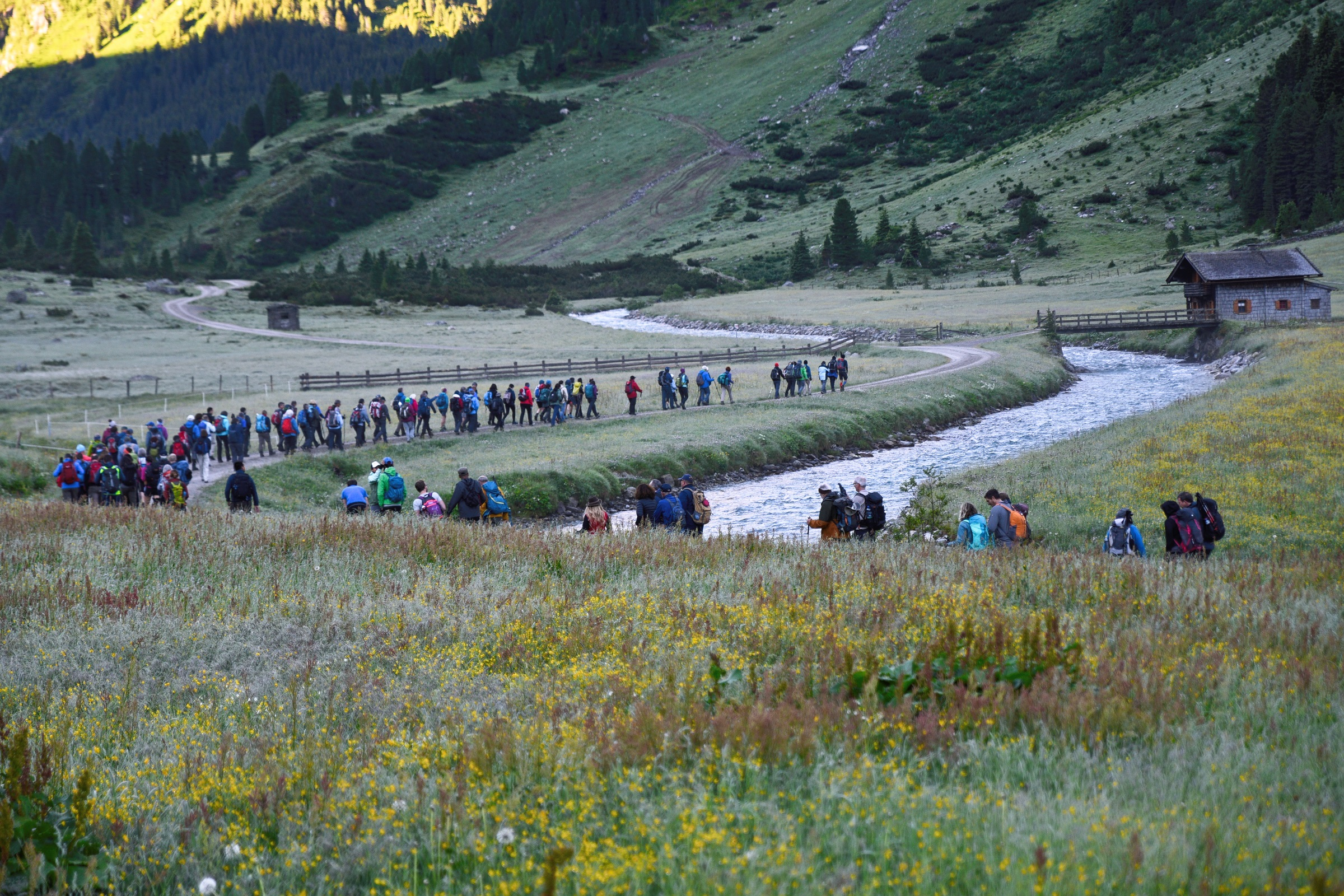
Gedenkwanderung 2021

Im jährlich am Tag vor der Wanderung stattfindenden Dialogforum werden aktuelle sowie historische Themen in kurzen Vorträgen präsentiert und mit geladenen Gästen diskutiert. Am folgenden Tag schließt an die Diskussion jährlich die Gedenkwanderung an.
Die erste Gedenkwanderung über den Krimmler Tauernpass bis nach Kasern fand 2007 statt, seitdem wird im Frühjahr jeden Jahres durch die Wanderung an die Flucht der Juden 1947 erinnert. Ausgangspunkt ist dabei das Krimmler Tauernhaus (1.631 m). Auf dem ersten Wegabschnitt bis zur Windbachalm wird der Hain der Flucht passiert. Von dort aus geht es schließlich zum Krimmler Tauernpass, wo der Abstieg nach Kasern (Südtirol) folgt. Prominente Teilnehmer an der Wanderung waren unter anderen der österreichische Bundespräsident Alexander Van der Bellen im Jahr 2017, sowie die die israelischen Botschafter in Österreich seit 2007, zuletzt mit Mordechai Rodgold, der 2021 auch an den Gedenkveranstaltungen in Saalfelden und Krimml teilnahm. Auch der Holocaustüberlebende Marko Feingold, der seit 2007 Ehrenmitglied des Vereins Alpine Peace Crossing war, besuchte die Gedenkveranstaltungen regelmäßig.

## Gedenkpyramiden

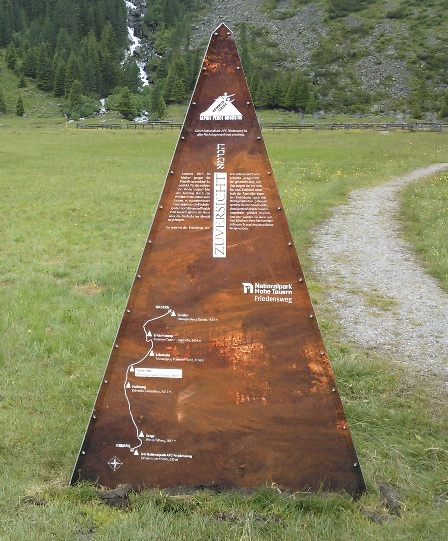
Gedenkpyramide

Um den Fluchtweg der Juden nachzuzeichnen, wurden seit 2013 sieben Gedenkpyramiden in Zusammenarbeit mit dem Nationalpark Hohe Tauern entlang der Strecke von Krimml über den Krimmler Tauernpass bis nach Kasern im Ahrntal aufgestellt.
2021 wurde zudem eine achte Gedenkpyramide in Saalfelden vor dem ehemaligen DP-Lager Givat Avoda enthüllt. Zusätzlich stiftete der israelische Künstler Moshe Frumin, der als Kind selbst ein Jahr im Lager verbracht hatte, sein Design einer Statue in Form einer Davidsharfe, die im selben Zuge enthüllt wurde.
Auf den ersten sieben installierten Pyramiden sind beschreibende Texte mit Informationen über die Flucht auf Englisch, Deutsch und Italienisch, sowie auf der achten Pyramide in Saalfelden auf Hebräisch statt auf Italienisch zu finden.

## Alpendistel
Seit 2020 veröffentlicht der Verein ein vereinseigenes Magazin. Unter dem Namen „Alpendistel. Magazin für antifaschistische Gedenkkultur“ erscheint ein Mal jährlich eine Print-Ausgabe mit verschiedenen Textbeiträgen zu einem aktuellen Leitthema, das zusätzlich den Schwerpunkt der jährlichen Gedenkwanderung und des Dialogforums bestimmt.
Ausgaben der “Alpendistel. Magazin für antifaschistische Gedenkkultur”:
| 25. Juni 2020  | „Im Schatten der Berge. Antisemitismus gestern und heute“               |
| 15. April 2021 | „(K)eine Welt von gestern. Der herausfordernde Umgang mit Erinnerungen“ |
| 15. April 2022 | „Kein ruhiges Hinterland. Widerstand in den Bergen“                     |
| 15. April 2023 | „Verblasste Spuren. Fluchtraum Gebirge“                                 |
| 2024           | Versäumtes Erinnern. Österreich und der Austrofaschismus                |

## Erinnerungsarbeit

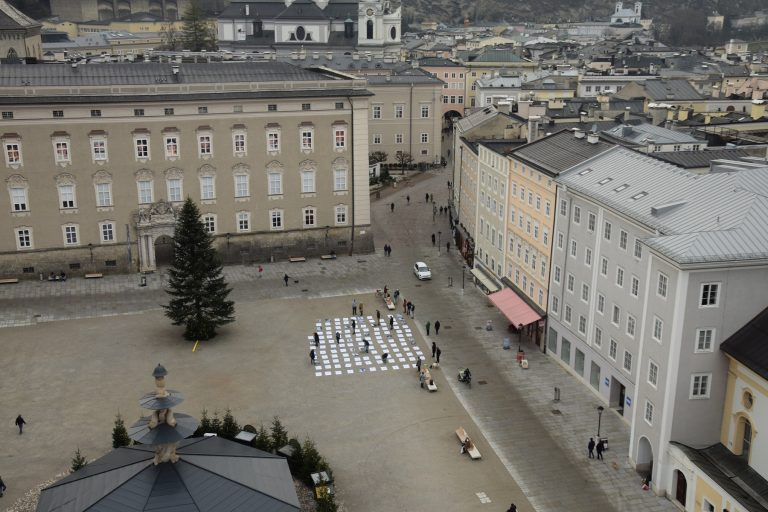
Memory gegen das Vergessen

Ein zentraler Punkt in der Arbeit des Vereins stellt zudem die aktive Erinnerungsarbeit dar.
So organisierte APC im Dezember 2020 beispielsweise eine Aktion gegen NS-belastete Straßen und Plätze in Salzburg. Beim sogenannten „Memory gegen das Vergessen“ wurden Passanten dazu eingeladen, sich über noch immer nach Nationalsozialisten benannten Straßen und Plätze der Stadt zu informieren und diese in einem auf dem Residenzplatz ausgelegten Memory-Spiel zu sortieren. Seit Anfang 2021 wird auf den Social-Media-Kanälen des Vereins zudem jede Woche eine belastete Straße vorgestellt.
Weiteres Engagement zeigt der Verein im Fall Franz Bodmann. APC kritisiert die Ehrung des SS-Arztes Bodmann, der auch in Auschwitz tätig war, auf dem Ehrenfriedhof in Lend (Salzburg) scharf. Der Verein fordert eine künstlerische und erinnerungspolitische Intervention, die mindestens durch die Anbringung einer Erläuterungstafel umgesetzt werden könnte.

## Alpendistel On Air
Unter dem Namen „Alpendistel On Air. Gedenken – Erinnern – Handeln“ sendete der Verein vom Oktober 2021 aus ein Jahr lang eine monatliche Sendung aus der Radiofabrik. In der Sendereihe wurden verschiedene Aspekte des Gedenkens und Erinnerns aufgegriffen und beleuchtet – hauptsächlich im Rahmen von Gesprächen mit wechselnden Gesprächspartnern, aber auch in kurzen Reportagen zu verschiedenen Gedenkprojekten in und außerhalb von Salzburg.
Die Themenauswahl basierte auf Inhalten der Zeitschrift Alpendistel. Magazin für antifaschistische Gedenkkultur.

## Der Hain der Flucht
Der Hain der Flucht ist ein Gedenkort, der sich auf der Route der Gedenkwanderung befindet. Der Hain wurde in Zusammenarbeit mit dem Nationalpark Hohe Tauern auf einer Almwiese im Krimmler Achental installiert, um einen Gedenkort für alle Menschen, die sich auch heute noch auf der Flucht befinden, zu schaffen. Die auf dem Hain angepflanzten Bäume sind dabei jenen Menschen gewidmet, deren Schicksal untrennbar mit dem ehemaligen Lager Givat Avoda in Saalfelden, beziehungsweise mit dem jüdischen Exodus 1947 über den Krimmler Tauern verbunden ist. Gleichzeitig ist der Hain auch all jenen gewidmet, die sich vorbildlich für die Ziele und die Entwicklung von APC eingesetzt haben. Der Hain der Flucht ist eine Botschaft der Hoffnung für alle Menschen, die flüchten müssen.
Die Einweihung des Hains erfolgte am 17. Oktober 2017 zum damaligen 10-jährigen Bestehen von APC im Rahmen eines Festaktes zur Erinnerung an 70 Jahre des jüdischen Exodus 1947.

## Auszeichnung
Das Internationale Auschwitz Komitee ehrte Alpine Peace Crossing 2024 mit dem Hans-Frankenthal-Preis.